# Does It Offend You, Yeah?
Does It Offend You, Yeah? ist eine britische Elektrorock-Band aus Reading.

## Geschichte
Dan Coop und James Rushent lernten sich über ihre gemeinsame DJ-Tätigkeit in Reading kennen. Für ein Mixtape, welches Coop für ein Mädchen zusammenstellte, in das er verliebt war, schrieben sie 2005 ihren ersten gemeinsamen Song, Battle Royale, den sie anschließend auf Myspace hochluden. Der Song verbreitete sich schnell und gewann eine hohe Anzahl an Hörern und bescherte Coop und Rushent einige Anfragen von Musiklabels. Sie entschieden sich, eine Band zu gründen und zu touren. Sie unterschrieben bei EMI und nahmen 2007 ihr erstes Album You Have No Idea What You're Getting Yourself Into auf, welches 2008 erschien. Als Gastsänger trat darauf Sebastien Grainger von Death from Above 1979 auf, der den Gesang bei Let's Make Out übernahm.
2008 waren Does It Offend You, Yeah? in der Rangliste der meistgespielten Künstler auf last.fm auf dem neunten Platz.
Am 25. August 2010 wurde über die offizielle Website der Song We Are the Dead zum kostenfreien Download angeboten. Am 23. Januar 2011 erschien mit The Monkeys Are Coming die erste Single des zweiten Studioalbums Don't Say We Didn't Warn You, welches am 14. März 2011 erschien.
Does It Offend You, Yeah? fertigen sehr oft Remixe für andere Künstler wie zum Beispiel Muse, Bloc Party oder Linkin Park an.
Am 25. April 2012 kündigten sie auf ihrer Website eine unbefristete Pause ihrer gemeinsamen musikalischen Tätigkeiten an.
Am 17. September 2021 wurde auf dem YouTube-Kanal der Band ein Video mit dem Titel We Do Our Own Stunts hochgeladen, in dem ein neues Album angekündigt wurde. Im selben Jahr hatte die Band ein Konzert für den 23. Dezember 2021 geplant im Electric Ballroom in London, welches sie jedoch aufgrund der COVID-19-Pandemie auf den 5. Mai 2022 verschoben haben.
Die Band veröffentlichte eine neue Single am 14. April 2022 mit dem Titel Guess Who Just Rolled Back In Town, welche sie auf ihrer Website auf Disketten in Großbritannien verkauft haben.

## Bandname
Der Bandname stammt aus der britischen Sitcom The Office. Als Dan Coop und James Rushent ihren ersten Song Battle Royale auf MySpace hochladen wollten, mussten sie dort einen Bandnamen angeben. Sie entschieden sich dazu, den Fernseher anzuschalten und den ersten Satz, der dort gesprochen wurde, als Bandnamen zu verwenden. Der erste Satz war von Ricky Gervais und lautete vollständig: „Does it offend you, yeah? My drinking?“
2007 bekamen sie den „Guardian Unlimited Award“ für den „Worst Band Name“.

## Stil
Does It Offend You, Yeah? werden im New Musical Express mit Daft Punk, Justice und Muse verglichen. Der Rolling Stone nennt auch Rage Against the Machine.
Ihr Live-Sound wird mit The Prodigy verglichen.

## Diskografie

### Alben
- 2008: You Have No Idea What You’re Getting Yourself Into
- 2011: Don’t Say We Didn’t Warn You

### EPs
- 2008: Live @ The Fez
- 2008: iTunes Live: London Festival '08
- 2008: iTunes: Live at Lollapalooza 2008

### Singles
- 2007: Weird Science
- 2007: Let’s Make Out
- 2008: We Are Rockstars
- 2008: Epic Last Song
- 2008: Dawn of the Dead
- 2011: The Monkeys Are Coming
- 2022: Guess Who Just Rolled Back In Town

### Remixe
In Klammern jeweils das Bandmitglied, das den Remix angefertigt hat.
- Bloc Party – The Prayer (Rushent/Coop)
- Muse – Map of the Problematique (Rushent/Coop)
- 50 Cent – Do You Think About Me (Bloomfield)
- Dan Le Sac vs. Scroobius Pip – Cauliflower (Bloomfield)
- The Raconteurs – Steady as She Goes (Rushent/Coop)
- The White Stripes – Fell in Love with a Girl (Rushent/Coop)
- Hadouken! – Crank It Up (Rushent)
- The Faint – The Geeks Were Right (Bloomfield)
- Air Traffic – Charlotte (Rushent)
- Muse – Uprising (Rushent)
- Linkin Park – The Catalyst (Bloomfield)
- Natalia Kills – Zombie
- Escape the Fate – Issues
- The Naked and Famous – Does Being Famous Offend Nudes (Punching in a Dream Remix)

### Musikvideos
- 2007: Weird Science
- 2007: Let's Make Out
- 2008: We Are Rockstars
- 2008: Epic Last Song
- 2008: Dawn of the Dead
- 2010: We Are the Dead
- 2010: The Monkeys Are Coming